# AT&T Mobility
AT&T Mobility LLC, anciennement Cingular Wireless LLC,est un opérateur nord-américain spécialisé dans les réseaux de téléphonie mobile ; c'est une filiale du groupe de télécommunications américain AT&T, considéré comme l'opérateur historique du pays.
Ce fut au départ une coentreprise créée en 2001 entre SBC Communications (qui s'est renommé entre-temps AT&T, à la suite du rachat de l'ancien opérateur historique : AT&T Corporation) et de BellSouth, détenue à 60 % par le premier et à 40 % par le second. AT&T et Bellsouth ont depuis fusionné, créant une société unique, actionnaire à 100 % de Cingular Wireless.
Cingular était devenu le premier opérateur de téléphonie mobile des États-Unis à la suite du rachat de AT&T Wireless Services par SBC Communications le 26 octobre 2004, qui lui apporta 24 millions de clients. Il comptait en 2005 plus de 50 millions d'abonnés. AT&T Mobility/Cingular a fait parler d'elle en 2007 à la suite du contrat de distribution exclusive que la société a conclu avec Apple pour la commercialisation de son iPhone.
AT&T compte en 2013 plus de 100 millions d'abonnés mobiles.